# Calgary nemzetközi repülőtér
A Calgary nemzetközi repülőtér (IATA: YYC, ICAO: CYYC) Kanada egyik nemzetközi repülőtere, amely Calgary közelében található. Éves utasforgalma 17 343 402 fő (2018).

## Futópályák
A repülőtér futópályái:
- 08/26 (1890 m, aszfalt)
- 11/29 (2438 m, aszfalt)
- 17R/35L (3863 m, aszfalt)
- 17L/35R (4267 m, beton)

## Forgalom
Az utasforgalom az elmúlt években az alábbi módon változott:
| Utasok száma | 7 800 362 | 7 884 194 | 10 148 718 | 12 257 865 | 11 775 287 | 12 910 111 | 14 577 832 | 15 582 707 | 5 321 886 | 14 452 059 |
|              | 1999      | 2002      | 2005       | 2007       | 2010       | 2012       | 2015       | 2017       | 2020      | 2022       |